# Summer Cem/Diskografie
Diese Diskografie ist eine Übersicht über die musikalischen Werke des deutschen Rappers Summer Cem. Den Schallplattenauszeichnungen zufolge hat er bisher mehr als 3,6 Millionen Tonträger verkauft, davon alleine in seiner Heimat über 3,5 Millionen. Seine erfolgreichste Veröffentlichung ist die Single Casanova mit über 430.000 verkauften Einheiten.

## Alben

### Studioalben
| Jahr | Titel Musiklabel                             | Höchstplatzierung, Gesamtwochen, AuszeichnungChartplatzierungen (Jahr, Titel, Musiklabel, Platzierungen, Wochen, Auszeichnungen, Anmerkungen) | Höchstplatzierung, Gesamtwochen, AuszeichnungChartplatzierungen (Jahr, Titel, Musiklabel, Platzierungen, Wochen, Auszeichnungen, Anmerkungen) | Höchstplatzierung, Gesamtwochen, AuszeichnungChartplatzierungen (Jahr, Titel, Musiklabel, Platzierungen, Wochen, Auszeichnungen, Anmerkungen) | Anmerkungen                             |
| Jahr | Titel Musiklabel                             | DE | AT | CH | Anmerkungen                             |
| ---- | -------------------------------------------- | --- | --- | --- | --------------------------------------- |
| 2010 | Feierabend German Dream • 7Days Music (Sony) | DE85 (1 Wo.)DE | — | — | Erstveröffentlichung: 19. November 2010 |
| 2012 | Sucuk & Champagner 7Days Music (Sony)        | DE10 (2 Wo.)DE | AT25 (1 Wo.)AT | CH26 (2 Wo.)CH | Erstveröffentlichung: 25. Mai 2012      |
| 2013 | Babas, Doowayst & Bargeld 7Days Music (Sony) | DE5 (2 Wo.)DE | AT32 (1 Wo.)AT | CH26 (2 Wo.)CH | Erstveröffentlichung: 2. November 2013  |
| 2014 | HAK Banger Musik (GA)                        | DE4 (3 Wo.)DE | AT7 (1 Wo.)AT | CH8 (3 Wo.)CH | Erstveröffentlichung: 14. November 2014 |
| 2016 | Cemesis Banger Musik (WMG)                   | DE1 (4 Wo.)DE | AT4 (3 Wo.)AT | CH4 (2 Wo.)CH | Erstveröffentlichung: 22. Januar 2016   |
| 2018 | Endstufe Banger Musik (WMG)                  | DE1 (22 Wo.)DE | AT4 (17 Wo.)AT | CH1 (9 Wo.)CH | Erstveröffentlichung: 27. Juli 2018     |
| 2019 | Nur noch nice Banger Musik (WMG)             | DE2 (37 Wo.)DE | AT4 (32 Wo.)AT | CH6 (15 Wo.)CH | Erstveröffentlichung: 8. November 2019  |
| 2024 | Siki Jackson Banger Musik (WMG)              | DE5 (3 Wo.)DE | AT23 (1 Wo.)AT | CH7 (2 Wo.)CH | Erstveröffentlichung: 12. April 2024    |

### Kollaboalben
| Jahr | Titel Musiklabel                        | Höchstplatzierung, Gesamtwochen, AuszeichnungChartplatzierungen (Jahr, Titel, Musiklabel, Platzierungen, Wochen, Auszeichnungen, Anmerkungen) | Höchstplatzierung, Gesamtwochen, AuszeichnungChartplatzierungen (Jahr, Titel, Musiklabel, Platzierungen, Wochen, Auszeichnungen, Anmerkungen) | Höchstplatzierung, Gesamtwochen, AuszeichnungChartplatzierungen (Jahr, Titel, Musiklabel, Platzierungen, Wochen, Auszeichnungen, Anmerkungen) | Anmerkungen                                              |
| Jahr | Titel Musiklabel                        | DE | AT | CH | Anmerkungen                                              |
| ---- | --------------------------------------- | --- | --- | --- | -------------------------------------------------------- |
| 2017 | Maximum Banger Musik (WMG)              | DE1 (13 Wo.)DE | AT1 (8 Wo.)AT | CH1 (6 Wo.)CH | Erstveröffentlichung: 16. Juni 2017 mit KC Rebell        |
| 2020 | Maximum III Banger Musik (WMG)          | DE2 (3 Wo.)DE | AT1 (3 Wo.)AT | CH8 (2 Wo.)CH | Erstveröffentlichung: 16. Oktober 2020 mit KC Rebell     |
| 2021 | Scorpion to Society OG Scrpngang (Sony) | DE96 (1 Wo.)DE | — | — | Erstveröffentlichung: 15. Oktober 2021 als Scorpion Gang |

Weitere Kollaboalben
- 2021: FNFZHN (mit KC Rebell)

### Mixtapes
- 2005: Summer Cem wird ein Star

### EPs
- 2016: Kapitel 1: Summer der Hammer EP
- 2017: Optimum EP (mit KC Rebell)
- 2018: Kapitel 2: Summer der Killa EP
- 2018: Evolution EP
- 2020: Maximum III Bonus EP (mit KC Rebell)
- 2021: Rags to Riches (als Scorpion Gang)

## Singles

### Als Leadmusiker
| Jahr | Titel Album                             | Höchstplatzierung, Gesamtwochen, AuszeichnungChartplatzierungen (Jahr, Titel, Album, Platzierungen, Wochen, Auszeichnungen, Anmerkungen) | Höchstplatzierung, Gesamtwochen, AuszeichnungChartplatzierungen (Jahr, Titel, Album, Platzierungen, Wochen, Auszeichnungen, Anmerkungen) | Höchstplatzierung, Gesamtwochen, AuszeichnungChartplatzierungen (Jahr, Titel, Album, Platzierungen, Wochen, Auszeichnungen, Anmerkungen) | Anmerkungen                                                                                                |
| Jahr | Titel Album                             | DE | AT | CH | Anmerkungen                                                                                                |
| --- | --------------------------------------- | --- | --- | --- | --- |
| 2013 | Dein Ex Babas, Doowayst & Bargeld       | DE— GoldDE | — | — | Erstveröffentlichung: 25. Oktober 2013 Verkäufe: + 150.000; feat. KC Rebell                                |
| 2017 | Nicht jetzt Maximum                     | DE20 (13 Wo.)DE | AT50 (1 Wo.)AT | CH70 (1 Wo.)CH | Erstveröffentlichung: 19. April 2017 mit KC Rebell                                                         |
| 2017 | Murcielago Maximum                      | DE14 Platin · (20 Wo.)DE | AT48 (8 Wo.)AT | CH75 (1 Wo.)CH | Erstveröffentlichung: 10. Mai 2017 Verkäufe: + 400.000; mit KC Rebell                                      |
| 2017 | Tabasco Maximum                         | DE41 (3 Wo.)DE | AT64 (1 Wo.)AT | — | Erstveröffentlichung: 25. Mai 2017 mit KC Rebell                                                           |
| 2017 | Outta Control Maximum                   | DE58 (3 Wo.)DE | — | — | Erstveröffentlichung: 31. Mai 2017 mit KC Rebell feat. Hamza                                               |
| 2017 | Erdbeerwoche –                          | DE65 (1 Wo.)DE | — | — | Erstveröffentlichung: 10. November 2017 mit KC Rebell                                                      |
| 2018 | 200 Düsen Endstufe                      | DE94 (2 Wo.)DE | — | — | Erstveröffentlichung: 29. März 2018                                                                        |
| 2018 | Tamam Tamam Endstufe                    | DE7 Platin · (26 Wo.)DE | AT11 (17 Wo.)AT | CH45 (5 Wo.)CH | Erstveröffentlichung: 20. April 2018 Verkäufe: + 400.000                                                   |
| 2018 | Chinchilla Endstufe                     | DE11 Gold · (13 Wo.)DE | AT14 (9 Wo.)AT | CH35 (2 Wo.)CH | Erstveröffentlichung: 10. Mai 2018 Verkäufe: + 200.000; feat. KC Rebell & Capital Bra                      |
| 2018 | Casanova Endstufe                       | DE4 Platin · (37 Wo.)DE | AT4 Platin · (32 Wo.)AT | CH37 (16 Wo.)CH | Erstveröffentlichung: 25. Mai 2018 Verkäufe: + 430.000; feat. Bausa                                        |
| 2018 | Crew Endstufe                           | DE28 (6 Wo.)DE | AT51 (1 Wo.)AT | — | Erstveröffentlichung: 15. Juni 2018                                                                        |
| 2018 | Santorini Endstufe                      | DE15 (8 Wo.)DE | AT30 (6 Wo.)AT | CH65 (3 Wo.)CH | Erstveröffentlichung: 6. Juli 2018 feat. Veysel                                                            |
| 2018 | Alles vorbei Endstufe                   | DE44 (3 Wo.)DE | AT74 (1 Wo.)AT | — | Erstveröffentlichung: 20. Juli 2018                                                                        |
| 2019 | Diamonds Nur noch nice                  | DE3 (21 Wo.)DE | AT5 (18 Wo.)AT | CH5 (14 Wo.)CH | Erstveröffentlichung: 14. Juni 2019 feat. Capital Bra                                                      |
| 2019 | Yallah Goodbye Nur noch nice            | DE5 Gold · (10 Wo.)DE | AT10 (7 Wo.)AT | CH20 (3 Wo.)CH | Erstveröffentlichung: 5. Juli 2019 Verkäufe: + 200.000; feat. Gringo                                       |
| 2019 | Bayram Nur noch nice                    | DE23 (3 Wo.)DE | AT37 (2 Wo.)AT | CH70 (1 Wo.)CH | Erstveröffentlichung: 26. Juli 2019 feat. Elias                                                            |
| 2019 | Rollerblades Nur noch nice              | DE8 (7 Wo.)DE | AT13 (5 Wo.)AT | CH21 (3 Wo.)CH | Erstveröffentlichung: 9. August 2019 feat. KC Rebell                                                       |
| 2019 | Primetime Nur noch nice                 | DE9 Gold · (13 Wo.)DE | AT14 (7 Wo.)AT | CH25 (6 Wo.)CH | Erstveröffentlichung: 30. August 2019 Verkäufe: + 200.000                                                  |
| 2019 | Summer Cem Nur noch nice                | DE6 Gold · (13 Wo.)DE | AT6 (10 Wo.)AT | CH6 (8 Wo.)CH | Erstveröffentlichung: 20. September 2019 Verkäufe: + 200.000; feat. Luciano Original: The Underdog Project |
| 2019 | Pompa Nur noch nice / Nur noch so       | DE16 (2 Wo.)DE | AT29 (2 Wo.)AT | CH55 (1 Wo.)CH | Erstveröffentlichung: 22. November 2019                                                                    |
| 2019 | Mambo No. 5 Nur noch nice / Nur noch so | DE34 (2 Wo.)DE | AT65 (1 Wo.)AT | CH74 (1 Wo.)CH | Erstveröffentlichung: 6. Dezember 2019                                                                     |
| 2020 | Geht nich gibs nich Maximum III         | DE4 (4 Wo.)DE | AT7 (3 Wo.)AT | CH15 (2 Wo.)CH | Erstveröffentlichung: 15. Mai 2020 mit KC Rebell                                                           |
| 2020 | Fly Maximum III                         | DE4 Gold · (15 Wo.)DE | AT6 (10 Wo.)AT | CH14 (5 Wo.)CH | Erstveröffentlichung: 29. Mai 2020 Verkäufe: + 200.000; mit KC Rebell                                      |
| 2020 | Valla nein! Maximum III                 | DE2 (8 Wo.)DE | AT3 (6 Wo.)AT | CH7 (4 Wo.)CH | Erstveröffentlichung: 5. Juni 2020 mit KC Rebell feat. Luciano                                             |
| 2020 | Geh dein Weg Maximum III+               | DE4 (5 Wo.)DE | AT6 (3 Wo.)AT | CH8 (2 Wo.)CH | Erstveröffentlichung: 10. Juli 2020 mit KC Rebell feat. Loredana                                           |
| 2020 | QN Maximum III                          | DE9 (4 Wo.)DE | AT17 (2 Wo.)AT | CH29 (2 Wo.)CH | Erstveröffentlichung: 7. August 2020 mit KC Rebell                                                         |
| 2020 | Wow Maximum III                         | DE26 (2 Wo.)DE | AT49 (1 Wo.)AT | CH86 (1 Wo.)CH | Erstveröffentlichung: 18. September 2020 mit KC Rebell                                                     |
| 2020 | Anani bacini Maximum III                | DE23 (2 Wo.)DE | AT41 (1 Wo.)AT | CH64 (1 Wo.)CH | Erstveröffentlichung: 9. Oktober 2020 mit KC Rebell                                                        |
| 2020 | Amcaoğle Maximum III+                   | DE14 (3 Wo.)DE | AT24 (2 Wo.)AT | CH27 (2 Wo.)CH | Erstveröffentlichung: 30. Oktober 2020 mit KC Rebell feat. Capital Bra                                     |
| 2020 | Down Maximum III++                      | DE5 (6 Wo.)DE | AT16 (2 Wo.)AT | CH28 (2 Wo.)CH | Erstveröffentlichung: 20. November 2020 mit KC Rebell                                                      |
| 2021 | FNFZHN Maximum Cut FNFZHN               | DE— aDE | — | — | Erstveröffentlichung: 23. April 2021 mit KC Rebell                                                         |
| 2021 | Weee Scorpion to Society                | DE35 (1 Wo.)DE | AT49 (1 Wo.)AT | CH62 (1 Wo.)CH | Erstveröffentlichung: 28. Mai 2021                                                                         |
| 2021 | Friendships Scorpion to Society         | DE55 (1 Wo.)DE | — | — | Erstveröffentlichung: 13. August 2021 feat. Billa Joe                                                      |
| 2021 | Oha Remix –                             | DE39 (1 Wo.)DE | AT59 (1 Wo.)AT | CH71 (1 Wo.)CH | Erstveröffentlichung: 20. August 2021 mit Murda feat. Luciano                                              |
| 2021 | Ice Cubes Scorpion to Society           | DE60 (1 Wo.)DE | — | — | Erstveröffentlichung: 1. Oktober 2021 feat. Billa Joe, Kozikoza & Faroon                                   |
| 2021 | Dollars & Isyans Scorpion to Society    | DE42 (1 Wo.)DE | AT71 (1 Wo.)AT | CH81 (1 Wo.)CH | Erstveröffentlichung: 15. Oktober 2021 als Scorpion Gang mit Reezy feat. Billa Joe                         |
| 2021 | Time Out Rags to Riches                 | DE— bDE | — | — | Erstveröffentlichung: 12. November 2021 als Scorpion Gang feat. Kozikoza & Geenaro                         |
| 2022 | Ratchet –                               | DE48 (2 Wo.)DE | — | CH91 (1 Wo.)CH | Erstveröffentlichung: 27. Mai 2022                                                                         |
| 2022 | Flex so hard –                          | DE63 (1 Wo.)DE | — | — | Erstveröffentlichung: 5. August 2022 mit Miksu/Macloud                                                     |
| 2022 | Bielefeld Siki Jackson                  | DE78 (1 Wo.)DE | — | — | Erstveröffentlichung: 2. Dezember 2022                                                                     |
| 2023 | Better Dayz Siki Jackson                | DE12 (4 Wo.)DE | — | CH28 (2 Wo.)CH | Erstveröffentlichung: 21. April 2023 feat. Reezy                                                           |
| 2023 | Backflips –                             | DE— cDE | — | — | Erstveröffentlichung: 19. Mai 2023 feat. Abra Cadabra & Uzi                                                |
| 2023 | Kontak Siki Jackson                     | DE— dDE | — | — | Erstveröffentlichung: 2. Juni 2023 feat. Ezhel                                                             |
| 2023 | Hot Baklava Germany –                   | DE72 (1 Wo.)DE | — | — | Erstveröffentlichung: 4. August 2023 Geenaro & Ghana Beats feat. Mero, Summer Cem & Ezhel                  |
| 2024 | Stop & Go Siki Jackson                  | DE20 (2 Wo.)DE | AT45 (1 Wo.)AT | CH70 (1 Wo.)CH | Erstveröffentlichung: 12. Januar 2024 feat. Billa Joe                                                      |
| 2024 | Wo bist du Siki Jackson                 | DE— eDE | — | — | Erstveröffentlichung: 9. Februar 2024                                                                      |
| 2024 | Mind on My $$$ Siki Jackson             | DE53 (2 Wo.)DE | — | — | Erstveröffentlichung: 23. Februar 2024                                                                     |
| 2024 | Siki Jizzle Siki Jackson                | DE— fDE | — | — | Erstveröffentlichung: 29. März 2024                                                                        |
| 2024 | Ver Kaç –                               | DE— gDE | — | — | Erstveröffentlichung: 13. September 2024                                                                   |
| 2024 | HaHa! –                                 | DE— hDE | — | — | Erstveröffentlichung: 20. September 2024 mit Billa Joe                                                     |
| 2024 | Murakami –                              | DE8 (7 Wo.)DE | AT17 (3 Wo.)AT | CH23 (3 Wo.)CH | Erstveröffentlichung: 8. November 2024 mit Billa Joe                                                       |
| Folgende Lieder erschienen nicht als Single, wurden aber durch das Album zum Download und Streaming bereitgestellt und konnten somit eine Platzierung erlangen: |                                         | | | | |
| |                                         | | | | |
| 2017 | Voll mein Ding Maximum                  | DE34 (3 Wo.)DE | AT65 (1 Wo.)AT | — | Charteinstieg: 23. Juni 2017 mit KC Rebell feat. Adel Tawil                                                |
| 2017 | Maximum                                 | DE60 (2 Wo.)DE | AT92 (1 Wo.)AT | — | Charteinstieg: 23. Juni 2017 mit KC Rebell                                                                 |
| 2017 | Kafa bir milyon Maximum                 | DE77 (1 Wo.)DE | — | — | Charteinstieg: 23. Juni 2017 mit KC Rebell                                                                 |
| 2017 | Pics wie ein Fan Maximum                | DE85 (1 Wo.)DE | — | — | Charteinstieg: 23. Juni 2017 mit KC Rebell                                                                 |
| 2017 | Focus Maximum                           | DE95 (1 Wo.)DE | — | — | Charteinstieg: 23. Juni 2017 mit KC Rebell feat. Hamza                                                     |
| 2018 | Molotov Endstufe                        | DE27 (4 Wo.)DE | AT25 (2 Wo.)AT | CH60 (1 Wo.)CH | Charteinstieg: 3. August 2018 feat. RAF Camora                                                             |
| 2018 | Weg weg weg Endstufe                    | DE79 (1 Wo.)DE | — | — | Charteinstieg: 3. August 2018 feat. Farid Bang                                                             |
| 2019 | Swish Nur noch nice                     | — | AT11 (4 Wo.)AT | CH18 (4 Wo.)CH | Charteinstieg: 17. November 2019                                                                           |
| 2020 | Iron Man Maxium III                     | DE17 (2 Wo.)DE | AT33 (1 Wo.)AT | CH45 (1 Wo.)CH | Charteinstieg: 23. Oktober 2020 mit KC Rebell                                                              |
| 2024 | Lowlife Siki Jackson                    | DE90 (1 Wo.)DE | — | — | Charteinstieg: 19. April 2024                                                                              |

### Als Gastmusiker
| Jahr | Titel Album                              | Höchstplatzierung, Gesamtwochen, AuszeichnungChartplatzierungen (Jahr, Titel, Album, Platzierungen, Wochen, Auszeichnungen, Anmerkungen) | Höchstplatzierung, Gesamtwochen, AuszeichnungChartplatzierungen (Jahr, Titel, Album, Platzierungen, Wochen, Auszeichnungen, Anmerkungen) | Höchstplatzierung, Gesamtwochen, AuszeichnungChartplatzierungen (Jahr, Titel, Album, Platzierungen, Wochen, Auszeichnungen, Anmerkungen) | Anmerkungen                                                                                                   |
| Jahr | Titel Album                              | DE | AT | CH | Anmerkungen                                                                                                   |
| --- | ---------------------------------------- | --- | --- | --- | --- |
| 2014 | Hayvan Rebellution                       | DE78 (1 Wo.)DE | — | — | Erstveröffentlichung: 2. Mai 2014 KC Rebell feat. Summer Cem                                                  |
| 2014 | Manchmal Breiter als der Türsteher       | DE76 (1 Wo.)DE | — | — | Erstveröffentlichung: 4. September 2014 Majoe feat. KC Rebell & Summer Cem                                    |
| 2015 | Augenblick Fata Morgana                  | DE71 (1 Wo.)DE | — | — | Erstveröffentlichung: 11. Juni 2015 KC Rebell feat. Summer Cem                                                |
| 2016 | Benz AMG Abstand                         | DE37 (2 Wo.)DE | — | — | Erstveröffentlichung: 24. November 2016 KC Rebell feat. Summer Cem                                            |
| 2016 | Rap Money Imperator                      | DE64 (1 Wo.)DE | — | — | Erstveröffentlichung: 8. Dezember 2016 Kollegah feat. Summer Cem                                              |
| 2017 | Banger Imperium Auge des Tigers          | DE82 (1 Wo.)DE | — | — | Erstveröffentlichung: 9. Februar 2017 Majoe feat. Farid Bang, Jasko, 18 Karat, Play69, KC Rebell & Summer Cem |
| 2017 | Bis hier und noch weiter So schön anders | DE23 Gold · (12 Wo.)DE | AT72 (2 Wo.)AT | CH97 (1 Wo.)CH | Erstveröffentlichung: 16. März 2017 Verkäufe: + 200.000 Adel Tawil feat. KC Rebell & Summer Cem               |
| 2018 | Royals & Kings Licht & Schatten          | DE70 (5 Wo.)DE | — | — | Erstveröffentlichung: 1. März 2018 Glasperlenspiel feat. Summer Cem                                           |
| 2018 | Sag schon Fuego                          | DE18 (6 Wo.)DE | AT31 (2 Wo.)AT | CH41 (2 Wo.)CH | Erstveröffentlichung: 23. November 2018 Veysel feat. Summer Cem                                               |
| 2019 | DNA Hasso                                | DE1 Platin · (18 Wo.)DE | AT1 (18 Wo.)AT | CH5 (13 Wo.)CH | Erstveröffentlichung: 15. Februar 2019 Verkäufe: + 400.000 KC Rebell feat. Summer Cem & Capital Bra           |
| 2019 | Rolex CB6                                | DE2 Gold · (17 Wo.)DE | AT1 (16 Wo.)AT | CH1 (13 Wo.)CH | Erstveröffentlichung: 12. April 2019 Verkäufe: + 200.000 Capital Bra feat. Summer Cem & KC Rebell             |
| 2019 | Guadalajara Fieber                       | DE40 (2 Wo.)DE | AT40 (1 Wo.)AT | — | Erstveröffentlichung: 19. April 2019 Bausa feat. Summer Cem                                                   |
| 2019 | Phantom Weißwein & Heartbreaks           | DE9 Gold · (14 Wo.)DE | AT14 Gold · (5 Wo.)AT | CH24 Gold · (4 Wo.)CH | Erstveröffentlichung: 25. Oktober 2019 Verkäufe: + 225.000; Reezy feat. Summer Cem                            |
| 2020 | XXL –                                    | DE2 Gold · (17 Wo.)DE | AT2 (13 Wo.)AT | CH3 (10 Wo.)CH | Erstveröffentlichung: 26. Juni 2020 Verkäufe: + 200.000; Miksu & Macloud feat. Luciano, Jamule & Summer Cem   |
| 2020 | Pablo & Sosa Gringoland                  | DE38 (1 Wo.)DE | AT48 (1 Wo.)AT | CH91 (1 Wo.)CH | Erstveröffentlichung: 31. Juli 2020 Gringo feat. Summer Cem & Julian Marley                                   |
| 2021 | OK –                                     | DE34 (1 Wo.)DE | AT56 (1 Wo.)AT | CH79 (1 Wo.)CH | Erstveröffentlichung: 16. April 2021 DJ Jeezy feat. Summer Cem, Jay1 & Nimo                                   |
| 2021 | Kinginmeimding Earth, Wind & Feiern      | DE— iDE | — | — | Erstveröffentlichung: 21. Mai 2021 Jan Delay feat. Summer Cem                                                 |
| 2021 | Schütt es ein Scorpion to Society        | DE91 (1 Wo.)DE | — | — | Erstveröffentlichung: 11. Juni 2021 Billa Joe feat. Summer Cem                                                |
| 2021 | iiiiiii Gringoworld                      | DE69 (1 Wo.)DE | — | — | Erstveröffentlichung: 8. Oktober 2021 Gringo feat. Summer Cem & OMG                                           |
| 2022 | Sevilla –                                | DE— jDE | — | — | Erstveröffentlichung: 9. Dezember 2022 Thrife feat. Nimo & Summer Cem                                         |
| 2023 | Emotions Provocateur                     | DE— kDE | — | — | Erstveröffentlichung: 8. Juni 2023 Billa Joe feat. Summer Cem                                                 |
| 2023 | Günah Hannoveraner 2                     | DE— lDE | — | — | Erstveröffentlichung: 24. August 2023 Anonym feat. Samra & Summer Cem                                         |
| 2024 | Fauxpas LongStoryShort                   | DE99 (1 Wo.)DE | — | — | Erstveröffentlichung: 15. März 2024 Billa Joe feat. Summer Cem & AJ Tracey                                    |
| 2024 | So So Def Duo Numero Uno                 | DE26 (3 Wo.)DE | — | CH55 (1 Wo.)CH | Erstveröffentlichung: 2. Mai 2024 Celo & Abdi feat. Summer Cem & Nimo                                         |
| 2024 | NRW Connect –                            | DE— mDE | — | — | Erstveröffentlichung: 2024 Pajel feat. Summer Cem                                                             |
| 2024 | Skyline Alles Liebe                      | — | — | — | Erstveröffentlichung: 18. Oktober 2024 Max Herre & Joy Denalane feat. Summer Cem                              |
| 2025 | Ms. Fatty Glocks & Roses                 | — | — | — | Erstveröffentlichung: 17. Juli 2025 Pajel feat. Summer Cem                                                    |
| Folgende Lieder erschienen nicht als Single, wurden aber durch das Album zum Download und Streaming bereitgestellt und konnten somit eine Platzierung erlangen: |                                          | | | | |
| |                                          | | | | |
| 2020 | Früher pleite heute Benz CB7             | DE— nDE | — | — | Charteinstieg: 9. Oktober 2020 Capital Bra feat. Nimo & Summer Cem                                            |
| 2021 | Rap hat mich gerettet Futura             | DE76 (1 Wo.)DE | — | — | Charteinstieg: 30. April 2021 Miksu & Macloud feat. Summer Cem & Lent                                         |
| 2023 | Shake Galgen                             | DE— oDE | — | — | Charteinstieg: 23. Juni 2023 KC Rebell feat. Summer Cem                                                       |
| 2024 | Jumpshot Alles auf schwarz               | DE30 (1 Wo.)DE | — | CH58 (1 Wo.)CH | Charteinstieg: 8. März 2024 Capo feat. Summer Cem                                                             |

## Promoveröffentlichungen
Freetracks
- 2006: Das erste Mal (feat. Eko Fresh & Saad)
- 2008: Ein ganz normaler Tag (feat. Tekken Bugatti, Farid Bang & Hassan El Moussaoui)
- 2009: 1001 Nacht (feat. Keslan & Mazer)
- 2009: Ich bin der erste, der kommt
- 2010: Es kommt raus
- 2010: Hier zu hören
- 2010: Feierabend (feat. Farid Bang)
- 2010: Fliegenklatsche (Disstrack gegen Reason)
- 2010: Ich hab nie etwas geschenkt bekommen (feat. G-Style)
- 2010: Diesesmal (feat. Zemine)
- 2011: NRW (feat. Farid Bang & Fard)
- 2012: Fliegengitter
- 2012: Jako
- 2012: Wolf
- 2012: Rheydt City Bitch
- 2013: Sahin K
- 2016: Spitzenrheydter

## Sonderveröffentlichungen
Juice-Exclusives
- 2003: Beeil dich (feat. Eko Fresh, Juice-CD #36)
- 2004: Asphalt (feat. Eko Fresh & Azra, Juice-CD #42)
- 2004: C-E-M (Juice-CD #48)
- 2006: GD Generation X (feat. Eko Fresh & Farid Bang, Juice-CD #69)

## Statistik

### Chartauswertung
|                     | DE     | AT    | CH    |
| ------------------- | ------ | ----- | ----- |
| Nummer-eins-Alben   | DE3DE  | AT2AT | CH2CH |
| Top-10-Alben        | DE9DE  | AT6AT | CH7CH |
| Alben in den Charts | DE11DE | AT9AT | CH9CH |

|                       | DE     | AT     | CH     |
| --------------------- | ------ | ------ | ------ |
| Nummer-eins-Singles   | DE1DE  | AT2AT  | CH1CH  |
| Top-10-Singles        | DE18DE | AT11AT | CH7CH  |
| Singles in den Charts | DE74DE | AT45AT | CH43CH |

### Auszeichnungen für Musikverkäufe
Anmerkung: Auszeichnungen in Ländern aus den Charttabellen bzw. Chartboxen sind in ebendiesen zu finden.
| Land/RegionAuszeichnungen für Musikverkäufe (Land/Region, Auszeichnungen, Verkäufe, Quellen) | Gold       | Platin     | Verkäufe  | Quellen           |
| -------------------------------------------------------------------------------------------- | ---------- | ---------- | --------- | ----------------- |
| Deutschland (BVMI)                                                                           | 10× Gold10 | 4× Platin4 | 3.550.000 | musikindustrie.de |
| Österreich (IFPI)                                                                            | Gold1      | Platin1    | 45.000    | ifpi.at           |
| Schweiz (IFPI)                                                                               | Gold1      | —          | 10.000    | hitparade.ch      |
| Insgesamt                                                                                    | 12× Gold12 | 5× Platin5 |           |                   |